# جاك كرومبتون
جاك كرومبتون (18 ديسمبر 1921 بمانشستر في المملكة المتحدة - 4 يوليو 2013 في المملكة المتحدة) (بالإنجليزية: Jack Crompton)‏ هو مدرب كرة قدم ولاعب كرة قدم إنجليزي في مركز حراسة المرمى. لعب مع أولدهام أثلتيك وستوكبورت كونتي ومانشستر سيتي ومانشستر يونايتد.

## وصلات خارجية
- جاك كرومبتون على موقع قاعدة بيانات كرة القدم.إي يو (الإنجليزية)
- جاك كرومبتون على موقع عالم كرة القدم.نت (الإنجليزية)